# Capilla de Santa María Reina de la Paz
La capilla de Santa María Reina de la Paz es un templo católico ubicado en Villa Las Estrellas, en el Territorio Antártico Chileno, en la comuna chilena de Antártica, dentro de la Región de Magallanes y de la Antártica Chilena, aproximadamente a 1580 km de Punta Arenas. El templo básicamente es un gran contenedor de metal, modificado de tal forma que se asemeje a un templo común, cuyo interior posee electricidad y un sistema de calefacción adecuado.  Las ceremonias religiosas son realizadas por un diácono, que vive permanentemente en la villa.
La capilla es relativamente nueva, existiendo esta desde finales del siglo XX. Actualmente la capilla es el templo católico más austral de Chile, y uno de los más australes del planeta. Además es uno de los siete templos cristianos en la Antártica, los únicos lugares de culto religioso en este continente.
El templo forma parte del Obispado Castrense de Chile.